# Tillsonburg (Ontario)
Tillsonburg – miejscowość (ang. town) w Kanadzie, w prowincji Ontario, w hrabstwie Oxford.
Powierzchnia Tillsonburg to 22,34 km².
Według danych spisu powszechnego z roku 2001 Tillsonburg liczy 14 052 mieszkańców (629,01 os./km²).